# Krescenty
Krescenty, Krescencjusz, Krescens – imię męskie pochodzenia łacińskiego, wywodzące się od nazwy rodu, która z kolei pochodzi od słowa crescere – "wzrastać, narastać". Wśród patronów – św. Krescencjusz (Krescenty), jeden z synów św. Symforozy (II wiek).
Krescenty imieniny obchodzi 10 marca, 15 kwietnia, 19 kwietnia, 18 lipca, 4 sierpnia, 29 sierpnia, 1 października, 28 listopada i 29 grudnia.
Żeński odpowiednik: Krescencja